# Soto la Marina
Soto la Marina és un municipi de l'estat de Tamaulipas. Soto la Marina és la capital municipal i principal centre de població d'aquesta municipalitat. Aquest municipi és a la part sud de l'estat de Tamaulipas. Limita al nord amb San Fernando, al sud amb Aldama, a l'oest amb Abasolo i a l'est amb el Golf de Mèxic.